# Zeami
Zeami Motokiyo[kriva transliteracija] (jap. 世阿弥 元清), isto poznat pod imenom Kanze Motokiyo (jap. 観世 元清) (cca. 1363. – cca. 1443.) je japanski glumac, dramski pisac i teoretičar umjetnosti. 

## Životopis
Zeami Motokiyo (1363. – 1445.), sin praoca najpoznatije škole kazališta Nō koje su do danas postojale, definiran je kao “japanski Shakespeare”, utoliko što je i sam bio glumac i autor skoro cijelog repertoara Nō.
Ostavio je iza sebe brojne pisane rasprave o ovoj umjetnosti, koja je najplemenitija i najistančanija od svih kazališta dalekog istoka; iako se, strogo gledano, ne može smatrati osnivačem Nōa, svakako je ustanovio njegova temeljna pravila. 
Spisi, za korištenje i poučavanje isključivo potomaka njegove familije, popraćeni su s posvetom da budu sačuvani kao “tajne”. Ovi traktati, koji sačinjavaju osnovnu bit knjige “Tajne kazališta Nō”, zaista ostaju zakopani u Japanu punih pet stoljeća, a ponovno se otkrivaju i proučavaju tek u prvoj dekadi 20. stoljeća.
Jedinstvena podudarnost, koja se događa baš u godinama kada se u Europi rađa živa radoznalost za kazalištem Nō, i zanos prema jednom scenskom jeziku sazdanom od simbola naročito na poticaj Gordona Craiga, a još više zasluge Yeatsa koji je želio koristiti tehnike Nō teatra u svojim vlastitim dramama nude Poundu priliku da predstavi zapadu tekstove, prevedene od njega i Fenollosa,  repertoara Nō, naročito one Zeamijeve.
Osim što je riječ o zvijezdi vodilji za razumijevanje kazališta Nō, Zeamijevi spisi predstavljaju, na najopćenitiji način, jedan od najboljih uvida u ovaj poseban svijet čuvstvenosti i ideja koji je u ovim posljednjim desetljećima izvršio jak utjecaj na zapadnjačku umjetnost naročito na slikarstvo i pjesništvo. Temeljem doktrine zen, rasprave sačinjavaju očaravajući sliku stilskih pravila koja se odnose na četiri osnovna počela na koja se oslanja Nō: poezija i mimika, glazba i ples.
Riječ je o pravilima koja svjedoče o jednom preuzvišenom poimanju glumačkog poziva i o svrsi kazališta unutar jednoga društva. Ovi nas spisi često iznenađuju zbog krajnje istančane oštroumnosti onoga koji ih je poučavao. Neki od zaključaka kao onaj o «cvijetu» i o «tankoćutnoj čari» kao da pogađaju, na jedini mogući način dakle kroz pjesničke slike, istu onu srž iz koje prirodna nadarenost umjetnika crpi samu tajanstvenu bit umjetnosti.
(iz « Tajna kazališta Nō» Zeami Motokiyo, u obradi René Sieffert, Ed. Adelphi, Milano, 1966, hrvatski prijevod: Nenad Glavan)
Zeami je glumačko umijeće učio od svog oca, poznatog glumca Kan'amija. Njih dvojica su s vremenom razvili glumački stil poznat kao Nō. Napisao je oko 50 drama, kao i glumačke priručnike te traktate s područja estetike.